# Диффуши (атолл Каафу)
Диффуши (мальд. ދިއްފުށ) – обитаемый остров в атолле Каафу на Мальдивах. Географически относится к атоллу Северный Мале.  Население острова – 1030 человек (2006). Площадь — 0,22 км².

## География
Остров имеет размеры 950 м на 200 м, и находится на расстоянии 36,6 км к северо-востоку от столицы Мале. В 200 м от северо-восточной оконечности острова находится необитаемый остров Мееруфенфуши, который используется как туристический отель-резорт.